# سلمک (سرده)

سلمک، سلمه تره، بوته‌شوره یا غازپا  (نام علمی: Chenopodium) نام یک سرده از تیره تاج‌خروسیان است.